# 太上靈寶五符序
《太上靈寶五符序》又稱《靈寶五符》、《太上洞玄靈寶天文五符經序》，道教經書，約於東晉時成書問世，保存部份葛洪舊有《靈寶經》內容，明代收錄於《正統道藏》。《太上靈寶五符序》自述靈寶經符原為世人不能通曉之「天文」，由鍾山真人授與大禹，為大禹藏於水下洞室，後來為吳王闔閭發現，經仙人樂子長轉寫為世間文字，得以傳世。經中載錄許多服御方術，部份為仙人華子期所受。《太上靈寶五符序》中最重要的神符是「靈寶五符天文」，是經中各種經法的宗源，法力強大。《太上靈寶五符序》確立了東晉後期靈寶經中「天文」、「神符」和「靈圖」的重要性，直接影響《元始五老赤書玉篇真文天書經》和《太上洞玄靈寶赤書玉訣妙經》等經書中「天文」和「神符」的製作；《太上靈寶五符序》的醮祭儀式亦為其他靈寶經所吸收。南朝時，《太上靈寶五符序》著錄於陸修靜「靈寶經目」，是經目中最早問世的一部靈寶經。

## 年代與成書
《太上靈寶五符序》的年代與成書經過，眾說紛紜。王承文認為《太上靈寶五符序》出自「葛氏道」，成書於東晉葛洪與葛巢甫之間，匯聚漢晉時期的各種道教材料:368、356。勞格文（John Lagerwey）和呂鵬志都認為《太上靈寶五符序》漸次形成，編撰於東晉年間:232:12。李靜和曾達輝都認為《太上靈寶五符序》原稱《靈寶五符》，作者可能是東晉前期天師道道士劉璞、劉遐兄弟:312:25。小林正美認為《太上靈寶五符序》由「葛氏道」分階段寫成，原本「靈寶五符」只是入山採藥時所用的護符，為老子所授:83、52-53；在317年（建武元年）至350年（永和六年）之間《靈寶五符》撰成，最初只有一卷；在4世紀後半葉，《靈寶五符》加入有關華子期的部份，成為二卷本；大約在410年（義熙六年），二卷本再加入樂子長的服御文及醮祝科儀等部份，成為今本三卷本《太上靈寶五符序》。經中的華子期傳與黃初平故事，都是根據《神仙傳》而寫:88、68。劉屹認為，在鄭隱和葛洪的時代，「靈寶五符」原本只是五個簡單的符，來自老子所傳；同時代的《靈寶經》則是大禹所得的天啟神文，乃長生道術。在350年（永和六年）以後至葛巢甫造經以前，「葛氏道」把五符圖形的「靈寶五符」擴寫成經書《靈寶五符》:353、358、367，並吸收了舊有《靈寶經》的部份內容。由於其篇幅過長，後人把一卷本分為三卷，即今本《太上靈寶五符序》:353、359。柏夷（Stephen Bokenkamp）認為《靈寶五符》成書於葛洪之前，後來葛巢甫在經題上加上「序」字，並對內容加以增刪，成為《太上靈寶五符序》:9、13。尚恩·阿瑟（Shawn Arthur）認為東漢時《太上靈寶五符序》只有一卷，三國時葛玄加以擴寫，再經葛巢甫編纂而形成今本:4。山田利明認為《太上靈寶五符序》最初源出於東漢方士，首先只有一卷，到葛玄時加入了有關樂子長的服御方，發展為兩卷；之後陸續添加長生方術，到陸修靜時演變為三卷，稍後再加入華子期傳及更多方術:99、113。

## 內容
《太上靈寶五符序》保存了部份葛洪舊有《靈寶經》的內容，收錄許多服御方，包括服氣和服草藥方，被認為源出「靈寶五符天文」:79。其中心思想是信奉五帝君，尊崇存思身神，重視依靠「靈寶五符」的醮祭，以求得五帝君等諸天神援助，只用服御方則只能留為地仙，不能成為天仙:89、87。《太上靈寶五符序》可分三部份，第一部份先講述經符的傳承歷史。昔年帝嚳在「牧德之臺」接受九天真王、三天真皇降世所傳經符，因經符是天書，帝嚳不能讀亦不能用，最終封藏在鍾山（崑崙山）之峰。大禹治水成功後，巡狩鍾山告祭上帝時，遇鍾山真人而得授靈寶經符；之後大禹東還會稽東越之山，將靈寶經符抄寫了兩份，分別藏於苗山之峰和水下洞室，分別要待大劫之至和三千年後，才應該出世。到吳王闔閭時，龍威丈人受吳王之命，深入太湖包山石穴探尋地下路徑，經歷174日而還，帶回赤素書一卷，即大禹所寫、封存於水下洞室的那份靈寶天文。闔閭祭天齋戒受書:360，當年吳國風調雨順，百姓安樂。但闔閭不解經書文書，遂遣使向孔子求教。孔子認出這是來自大禹的靈寶經符，並以童謠告誡吳王。闔閭把經符封存起來，神書卻不翼而飛。後來吳王夫差在勞山再度得到這套靈寶經符，卻因並非得自神授，導致吳國滅亡:361。
《太上靈寶五符序》第二部份佔卷上後半部份至卷中之末，先敘述華子期遇甪里先生得授靈寶經，然後記載各種靈寶經方。此等修仙經方部份源自葛洪所有的三篇《靈寶經》，有的標明是大禹所出，有的標明是華子期從甪里所生所受，有的標明是樂子長所出，其方技包括服氣、服食、服日月之精、守三一、佩符、存念神靈名號等:361。第三部份從卷下開始，重提帝嚳與大禹得授靈寶經的故事，並突出大禹對靈寶經的作用，通過大禹和鍾山真人的對話，說明樂子長的作用，並引出靈寶醮祝之儀。樂子長把蝌蚪古文寫成通行文字，並將靈寶經符隱藏在勞（盛）山陰，後來被吳王夫差寫取。樂子長與華子期不同之處在於，華子期所傳的靈寶經方與大禹的「靈寶五符」無關，而樂子長則不僅轉寫了蝌蚪文，還把大禹的靈寶經符隱藏在勞盛山之陰，使其得以傳世:365。王承文指出，經中「食日月精之道」與「五方五牙玉文」都出自東漢時的《太上老君中經》:358。《太上靈寶五符序》卷下表達了對卷上和卷中所載各種仙道經方的輕視，認為華子期和樂子長所傳的仙道技術只是「五符之下流」，「靈寶五符天文」則蘊含宇宙初始時的元氣，神效極大，並不僅僅限於使人長生，應由聖賢在適當運期才能行世。世人不該斤斤於服御之方，而忽略「靈寶五符天文」具有的更大神效:362-363。所謂「靈寶天文」即指該經卷下的「秘篆體」「五方五牙玉文」，而「五符」則指該經卷下的的「靈寶五方符命」，是經中各種經法的宗源:343-344。佩「靈寶五符天文」，即可役使鬼神，驅邪避害，長生久視:364。
《太上靈寶五符序》卷下所載醮祝之儀，要請靈寶五方官將、夏禹帝君和仙官甪里先生下降；請神之後，還有依次的送神儀式:364。經文記述仙人韓眾教授樂子長「醮祝之儀」，即接受「靈寶五符」後設醮祭神的儀式:80：祭祀神靈前清齋三日，在靜室或庭壇安置神座和燒香，以降致五方帝君和神女，通過煙的流向可知何方帝君先到；擺設祭品酒肉水果，倒卷「靈寶五符」，陳放於神座之後、信物和絲綢中間。受符者盛服束帶，跪請帝君和神女，先陳辭「奉請」，稱身神上到諸天告請神靈下享祭品，然後依方位請各方帝君和神女，每請一方則再拜一次；然後送神，送神法如請神之法，惟改「奉請」為「上勞某帝」；醮禮完畢後再燒香自陳，表示堅守盟約，絕不洩漏，祈求神靈佑護己身:82。

## 影響

### 宗教
《太上靈寶五符序》決定了《靈寶經》中「靈寶天文」、「神符」和「靈圖」的重要性，直接影響《元始五老赤書玉篇真文天書經》和《太上洞玄靈寶赤書玉訣妙經》等經典中「天文」和「神符」的製作。東晉後期靈寶經中最核心的經典《元始五老赤書玉篇真文天書經》是在《太上靈寶五符序》的基礎上發展的:368、366。《太上靈寶五符序》的「靈寶五方符命」，在《元始五老赤書玉篇真文天書經》各自一分為二，發展成「五方真文十符」:368、346；《太上靈寶五符序》的「五方五牙玉文」直接影響《元始五老赤書玉篇真文天書經》中「靈寶赤書五篇真文」，後者依照「五方五牙玉文」而創作，強調「靈寶赤書五篇真文」是「五方五牙玉文」的根本，也強調「五方五牙玉文」是通向「靈寶赤書五篇真文」神聖境界的修煉方法。《太上洞玄靈寶赤書玉訣妙經》中的服氣「玉訣」，完整地徵引了《太上靈寶五符序》中「五方五牙玉文」的秘篆文和譯文:360，並有更具體的修習方法。《太上洞玄靈寶飛行三界通微內思妙經》成書於南朝中期或以後，經中「修靈寶飛行三界之道」教人咒誦東南西北四篇「牙文」，亦出自《太上靈寶五符序》的「五方五牙玉文」:361。
《太上靈寶五符序》的「策板上下二符」（在今本中已脫落），影響了《元始五老赤書玉篇真文天書經》和《太上洞玄靈寶赤書玉訣妙經》中的「靈寶八威神策符」。《元始五老赤書玉篇真文天書經》在「策板上下二符」的基礎上，形成一套新的「策板上符」和「下版符」:368、362。《太上靈寶五符序》「策板上下二符」又稱「八威策」，配戴此符可辟百獸山精，在《元始五老赤書玉篇真文天書經》中，「八威策」則發展成一重要符命，據云是元始天尊授予太上大道君，與「靈寶赤書五篇真文」一樣，都參與了宇宙最初的演化。南北朝時出世的《太上洞玄靈寶八威召龍妙經》就「策板上下二符」進一步發揮:363-364，稱元始天尊以「八威策」召制龍王。唐代道士傳授的「本命符」包括「五符版符」，即是出自《太上靈寶五符序》的「策板上下二符」。《太上靈寶五符序》中的最高神是「元始上帝」，又名「上皇天尊」，可說是後來《元始五老赤書玉篇真文天書經》和《度人經》等靈寶經中宇宙最高神靈天始天尊的前身:365、350。
《太上靈寶五符序》將「天文」、符命與存思結合的修煉方法，對東晉中期形成的上清經與東晉末期出世的《靈寶經》有深刻影響。《元始五老赤書玉篇真文天書經》及《太上洞玄靈寶赤書玉訣妙經》的「服五氣」法，直接發展自《太上靈寶五符序》「仙人挹服五方諸天氣經」和「五方五牙玉文」。《太上靈寶五符序》改造儒家五方天帝而形成「靈寶五帝官將號」，影響《元始五老赤書玉篇真文天書經》的「元始五老靈寶官號」:368-369。在《太上靈寶五符序》中解讀「靈寶天文」的天皇真人，在《元始五老赤書玉篇真文天書經》和《太上靈寶諸天內音自然玉字》中則發展為解讀「靈寶赤書五篇真文」和「大梵隱語自然天書」的神靈:370。《太上靈寶五符序》的醮祭儀式為東晉後期成書的其他《靈寶經》所吸收，《太上洞玄靈寶赤書玉訣妙經》中「元始靈寶五帝醮祭招真玉訣」就是《太上靈寶五符序》所載祭神儀式的改編本，兩者的儀式程序、所用祭品與信物都基本一致，所請諸神名目亦大同小異:86、88。

### 文學
柏夷認為，《太上靈寶五符序》所記洞天故事，啟發陶淵明撰寫《桃花源記》:173、160。兩者情節相似，深入洞穴都始於尋找流水源頭，入口既窄且暗，然後豁然開朗，到達人們聚居之處；回到世間後向官員報告其事，而洞天對凡人來說是難以企及的:164。

## 評價與地位
《太上靈寶五符序》著錄於陸修靜「靈寶經目」，稱為《太上洞玄靈寶天文五符經序》:43，是經目中最早問世的一部靈寶經:84-85。陸修靜認為「自然天書八會之文」共有1109字，是宇宙萬物的本源，其中包括《太上靈寶五符序》中「五方五牙玉文」，後來梁陳之際宋文明《通門論》、隋代《玄門大義》、唐代孟安排《道教義樞》及宋代《雲笈七籤》都沿襲這說法:372。《太上靈寶五符序》在道門中地位崇高，唐代《開元經》稱「靈寶五符」「生於元始之先，空洞之中，保制劫運，使天長存，梵炁彌羅，萬範開張」，為一切得道神仙所佩奉。唐代道士張萬福亦稱「靈寶五符」「乘運隱顯，劫劫長存」，「道士佩之，道不離身」:373-374。

## 參看
- 《抱朴子》
- 靈寶派